# Cc'è la luna 'n menzu ô mari
Cc'è la luna 'n menzu ô mari è una canzone siciliana di popolarità mondiale, tradizionalmente eseguita come una vivace tarantella in 6/8.
I testi umoristici sono incentrati su uno scambio tra una madre e la figlia, che si interrogano su chi possa essere il miglior potenziale marito per quest'ultima (nelle varie versioni: un macellaio, un pescatore, ecc.). La canzone è composta da un crescendo di allusioni comiche e sessuali: tutti i mestieri citati infatti utilizzano attrezzi che alludono al pene (un coltello, un pesce, ecc.) e la preoccupazione della madre è che siano utilizzati.
Fu registrata per la prima volta da Paolo Citorello (a volte citato come Citorella o Citarella) con il Trio Sciascia, nel 1927, con il titolo Luna mezzomare, ma successivamente ne sono state realizzate numerose cover. È spesso eseguito ai ricevimenti nuziali italoamericani ed in altre occasioni festive.

## Origine
Musica e testi parzialmente correlabili alla canzone apparvero già nel 1835 nel brano di opera comica La danza di Gioachino Rossini e Carlo Pepoli. Nel 1871 circolavano in Italia versioni popolari con testi più osceni, ma fu nel 1927 che per la prima volta il brano fu arrangiato e registrato dalla Brunswick Records di Nuova York in una versione del marinaio siciliano Paolo Citorella, di cui un tribunale americano ne confermò il copyright nel 1928.

## Popolarità
Dalla prima registrazione nel 1927, la canzone ha acquisito notorietà e si è moltiplicata con diversi titoli e testi, sia in inglese sia in diverse varianti dell'italiano. Le registrazioni di successo negli Stati Uniti includono Oh! Ma-Ma! di Rudy Vallée del 1938, che ha raggiunto l'ottavo posto in classifica e Lazy Mary di Lou Monte del 1958, che ha raggiunto la dodicesima posizione. La versione di Monte è stata inizialmente bandita dalle trasmissioni britanniche per insinuazioni indesiderate, ma è stata suonata in quasi tutte le partite casalinghe dei New York Mets (con lo stadio pieno di famiglie) dalla metà degli anni '90, in quanto è risultata vincitrice di un sondaggio tra i fan.
Nel 1972 la canzone fu inclusa nella scena di apertura de Il Padrino.

## Versioni notevoli
La canzone è stata registrata da vari artisti, di seguito si elencano le versioni più rilevanti:
- 1927: Paolo Citorello, "Luna mezzomare" (Brunswick Records – 58042)
- 1929: Paolo Citorello, "Mamma a cu m'addari"
- 1930: Paolo Citorello, "Mi vulissi maritari"
- Anni '30: Paolo Dones, "A luna 'mmenzu 'u mari"
- 1928: Rosina Trubia Gioiosa, "Mi vogghiu maritari"
- Anni '30: Silvia Coruzzolo, "A luna mezzo o mare"
- Anni '30: I Diavoli, "La luna in mezzo al mare (A luna mmezzu 'u mari)"
- 1938: Rudy Vallée, "Oh! Ma-Ma! (The Butcher Boy)"
- 1938: Dick Robertson, "Oh, Ma, Ma (The Butcher Boy)"
- 1938: George Hall, "Oh! Ma Ma (The Butcher Boy)"
- 1938: Gracie Fields, "Oh! Ma-Ma! (The Butcher Boy)"
- 1938: The Andrews Sisters, "Oh! Ma-Ma! (The Butcher Boy)"
- 1938: Glenn Miller, "Oh! Ma-Ma! (The Butcher Boy) / Marie"
- 1940: Trio Lescano, "La luna in mezzo al mare"
- 1946 Rose Marie, "Chena A Luna"
- 1951: Louis Prima, "Zooma Zooma"
- 1951: Dean Martin, "Luna mezzo mare"
- 1958: Lou Monte, "Lazy Mary (Luna mezzo mare)"
- 1960: The Mills Brothers, "Oh! Ma-Ma! (The Butcher Boy)"
- 1972: Louis Prima, "Che la luna"
- 1973: Salix Alba, "Oh mamma"
- 1983: The Star Sisters, "Oh, ma-ma! (Il ragazzo macellaio)"
- 1999: Frank Simms, "Luna mezzo mare"
- 2005: Patrizio Buanne, "Luna mezz'o mare"
- 2010: Cettina, "La luna ammenzu 'o mari", compilation Festa italiana (D.V. More Record)
- 2015: Famiglia Amica Valenza, "C'è la luna mezz'o mare"